# Wilgotnica czerwieniejąca

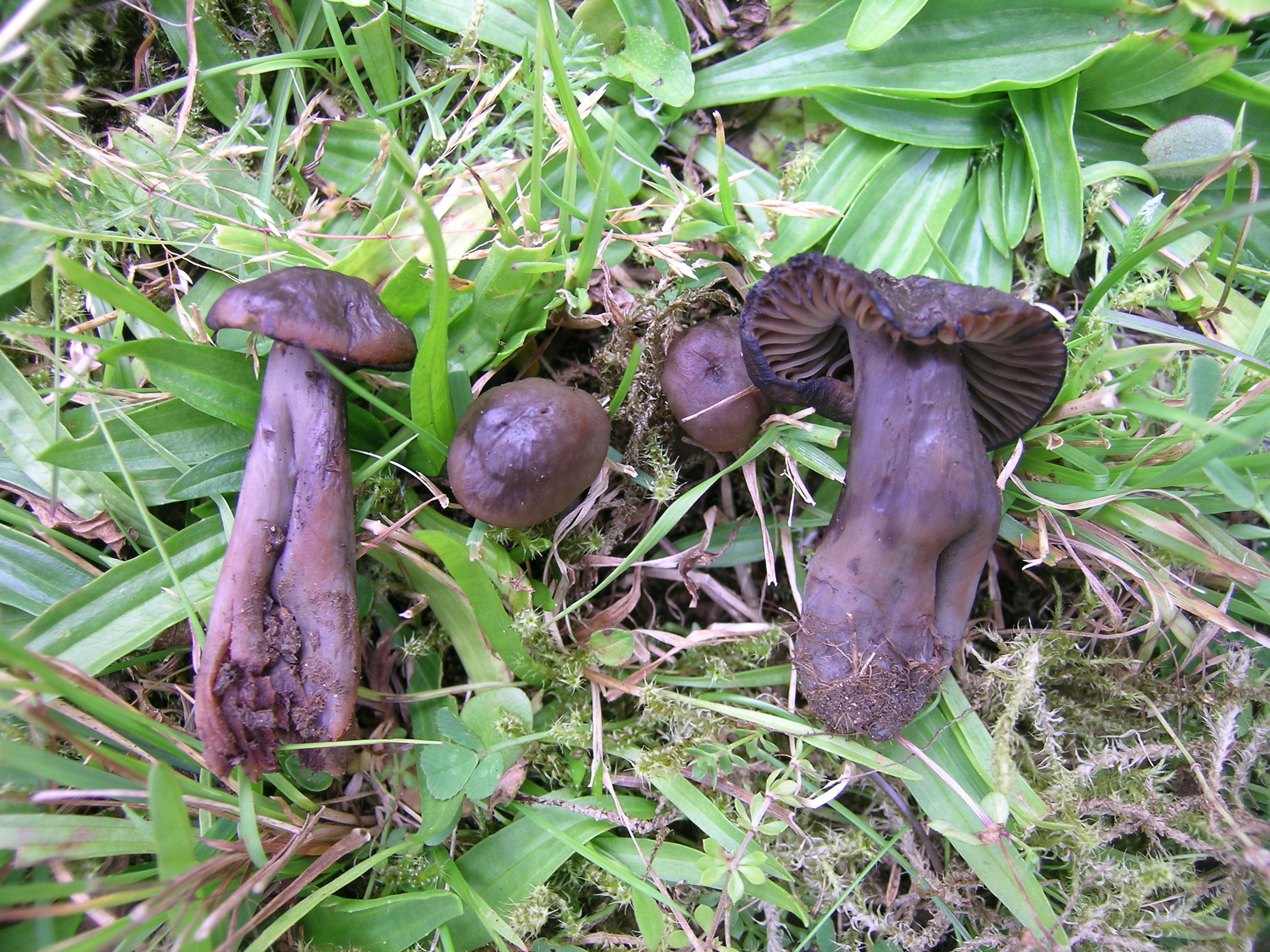

Wilgotnica czerwieniejąca (Neohygrocybe ovina (Bull.) Herink) – gatunek grzybów z rodziny wodnichowatych (Hygrophoraceae).

## Systematyka i nazewnictwo
Pozycja w klasyfikacji według Index Fungorum: Neohygrocybe, Hygrophoraceae, Agaricales, Agaricomycetidae, Agaricomycetes, Agaricomycotina, Basidiomycota, Fungi.
Po raz pierwszy takson ten zdiagnozował w 1793 r. Jean Baptiste François Bulliard nadając mu nazwę Agaricus ovinus. Obecną, uznaną przez Index Fungorum nazwę nadał mu w 1958 r. Josef Herink.
Synonimy:

- Agaricus ovinus Bull. 1793
- Agaricus ovinus Bull. 1793 var. ovinus
- Camarophyllus ovinus (Bull.) P. Kumm. 1871
- Hygrocybe nitiosa (A. Blytt) M.M. Moser 1953
- Hygrocybe nitiosa (A. Blytt) M.M. Moser 1967
- Hygrocybe ovina (Bull.) Kühner 1926
- Hygrophorus nitiosus A. Blytt 1905
- Hygrophorus ovinus (Bull.) Fr. 1838[3].

Nazwę polską wilgotnica czerwieniejąca zaproponował Władysław Wojewoda w 2003 r., Barbara Gumińska opisywała ten gatunek w 1997 r. pod nazwą wilgotnica czerwona lub wilgotnica owcza, Stanisław Chełchowski – wodnicha owcza. Wszystkie nazwy polskie są niespójne z aktualną nazwą naukową.

## Występowanie i siedlisko
Opisano występowanie wilgotnicy czerwieniejącej w Europie, w Japonii i Korei. W piśmiennictwie naukowym na terenie Polski do 2003 r. podano 5 stanowisk. W późniejszych latach podano nowsze stanowiska, a najbardziej aktualne podaje internetowy atlas grzybów. Ma status E – gatunek zagrożony wymarciem, którego przeżycie jest mało prawdopodobne, jeśli nadal działać będą czynniki ryzyka. Znajduje się na listach gatunków zagrożonych także w Austrii, Szwajcarii, Niemczech, Danii, Litwie, Norwegii, Szwecji, Finlandii.
Występuje na naturalnych i półnaturalnych terenach trawiastych; na polanach, pastwiskach oraz w lasach, zwłaszcza górskich.

## Gatunki podobne
Charakterystyczną cechą wilgotnicy czerwieniejącej jest czerwienienie owocników po uszkodzeniu, oraz zapach azotu. Wilgotnica kwaskowata (Hygrocybe nitrata) również jest podobnie ubarwiona, ale nie zmienia barwy po uszkodzeniu. Wilgotnica czerniejąca (Hygrocybe conica) z wiekiem lub po uszkodzeniu zmienia kolor z żółtego, czerwonego lub pomarańczowego na czarny, ale ma stożkowaty kapelusz i włóknisty trzon (u wilgotnicy czerwieniejącej jest on gładki).